# 武興郡
武兴郡，中国古代的郡。
- 西晋永宁元年（301年），张轨为凉州刺史，安置秦州、雍州流人到姑臧西北为武兴郡，治所在晏然县（今甘肃省永昌县水源镇杜家寨村、北地村），统辖武兴、大城、焉支、襄武、晏然、新障、平狄、司监等县。前凉、前秦、后凉、南凉、北凉、北魏、西魏历代沿置。北魏时，武兴郡下辖晏然、马城、休屠三县。556年，废除武兴郡。
- 北魏正始二年（506年）以杨氏原据地武兴国设置武兴郡，为东益州治。治所设在武兴城（今陕西略阳县）。领武兴、景昌、石门、武安四县，辖境相当今陕西省略阳县地。永熙三年（534年）废。西魏改为顺政郡。隋开皇三年（583年）废顺政郡。